# Сен-Жан-ле-Конталь
Сен-Жан-ле-Конта́ль (фр. Saint-Jean-le-Comtal) — коммуна во Франции, находится в регионе Юг-Пиренеи. Департамент — Жер. Входит в состав кантона Ош-Сюд-Уэст. Округ коммуны — Ош.
Код INSEE коммуны — 32381.

## География

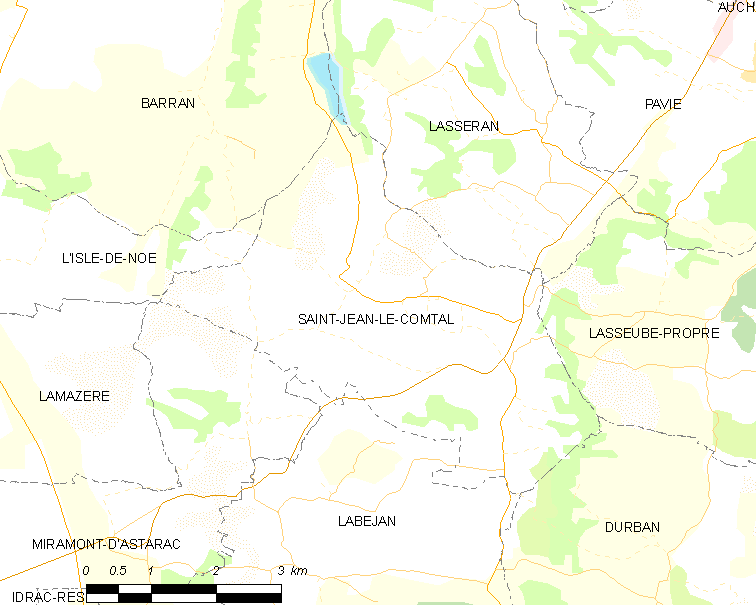
Карта коммуны

Коммуна расположена приблизительно в 610 км к югу от Парижа, в 75 км западнее Тулузы, в 10 км к юго-западу от Оша.

## Климат
Климат умеренно-океанический. Лето жаркое и немного дождливое, температура часто превышает 35 °С. Зимой часто бывает отрицательная температура и ночные заморозки. Годовое количество осадков — 700—900 мм.

## Население
Население коммуны на 2010 год составляло 387 человек.
| 1962 | 1968 | 1975 | 1982 | 1990 | 1999 | 2010 |
| ---- | ---- | ---- | ---- | ---- | ---- | ---- |
| 309  | 331  | 286  | 333  | 318  | 349  | 387  |

## Администрация
| Период | Период | Фамилия    | Партия | Примечания |
| ------ | ------ | ---------- | ------ | ---------- |
| 2001   | 2014   | Жан Сонен  |        |            |
| 2014   | 2020   | Эрик Бонне |        |            |

## Экономика
В 2010 году среди 238 человек трудоспособного возраста (15-64 лет) 191 были экономически активными, 47 — неактивными (показатель активности — 80,3 %, в 1999 году было 76,6 %). Из 191 активных жителей работали 185 человек (96 мужчин и 89 женщин), безработных было 6 (3 мужчин и 3 женщины). Среди 47 неактивных 21 человек были учениками или студентами, 18 — пенсионерами, 8 были неактивными по другим причинам.